# Rezultatul exercițiului
Rezultatul exercițiului reprezintă, în contabilitate, diferența dintre venituri și cheltuieli, materializate în profit sau pierderi, motiv pentru care mai este denumit și Contul de profit și pierdere.
În situația în care veniturile > cheltuielile = profit, 
În situația inversă, veniturile < cheltuielile = pierderi.
Contul de profit și pierdere nu are forma unui cont obișnuit, el prezintă veniturile și cheltuielile într-o anumită succesiune, astfel încât, pentru toți indicatorii sau elementele din structura sa, conține date de la finele exercițiului financiar încheiat, precum și de la sfârșitul celui precedent.
Prin compararea datelor exercițiului financiar încheiat cu datele exercițiului financiar precedent se poate concluziona dacă activitatea agentului economic este rentabilă sau nerentabilă. De asemenea, prin analizarea contului de profit și pierdere, se poate constata care dintre indicatorii realizați au influențat pozitiv sau negativ activitatea agentului economic.
Formatul contului de profit și pierdere conform Directivelor europene, în varianta cont cu prezentarea cheltuielilor după destinația lor:
| Elemente de cheltuieli în exercițiul financiar                                                                              | Elemente de venituri în exercițiul financiar |
| --- | --- |
| 1. Costurile de producție ale prestațiilor furnizate, pentru realizarea cifrei de afaceri (inclusiv corectările de valoare) | 1. Mărimea netă a cifrei de afaceri |
| 2. Costurile de distribuție (inclusiv corectările de valoare)                                                               | 2. Alte venituri din exploatare |
| 3. Cheltuielile generale de administrație (inclusiv corectările de valoare)                                                 | 3. Venituri care provin din participații, cu menționarea separată a celor care provin de la întreprinderi legate                                                    |
| 4. Corectările de valoare privind imobilizările financiare și valorile mobiliare aparținând activului circulant             | 4. Venituri care provin din alte valori mobiliare și din creanțe ale activului imobilizat, cu menționarea separată a celor care provin de la întreprinderile legate |
| 5. Dobânzi și cheltuieli asimilate, cu menționarea separată a celor care vizează întreprinderile legate                     | 5. Alte dobânzi și venituri asimilate, cu menționarea separată a celor care provin de la întreprinderile legate                                                     |
| 6. Impozitul asupra rezultatului care provine din activități ordinare, după impozitare                                      | 6. Rezultatul care provine din activități ordinare |
| 7. Rezultatul care provine din activități ordinare, după impozitare                                                         | 7. Venituri excepționale |
| 8. Cheltuieli excepționale                                                                                                  | 8. Rezultatul exercițiului |
| 9. Impozitul asupra rezultatului excepțional                                                                                | -- |
| 10. Alte impozite care nu figurează la posturile anterioare                                                                 | -- |
| 11. Rezultatul exercițiului                                                                                                 | -- |